# Silence (vervoermiddel)
Silence Urban Ecomobility, kortweg Silence is een Spaanse onderneming die quadricycles, scooters en motorfietsen produceert.

## Ontstaan
Het bedrijf is in 2012 opgericht in de Spaanse stad Barcelona, waar de producten ook worden gefabriceerd. Silence produceerde tot 2021 twee soorten voertuigen: een scooter en een motorfiets. Beiden aangedreven door een universele uitneembare batterij.

## Quadricycle
In 2021 introduceerde Silence een quadricycle. Eveneens met de uitneembare batterij. Het voertuig is gemaakt als reactie op concurrerende voertuigen van Europese fabrikanten zoals Citroën, Microlino, Opel en Renault. De auto met typeaanduiding S04 had de vorm van een tweedeurs hatchback met een silhouet uit één carrosserie. De fabrikant besloot een relatief ruime kofferbak te ontwikkelen in verhouding tot de kleine buitenafmetingen, waardoor de bestuurder tot 310 liter bagage kan opbergen. De auto is verkrijgbaar in twee varianten: maximaal 45 en maximaal 90 kilometer per uur.
Het merk is sinds 2023 actief op de Nederlandse markt.